# Liste de matériaux semi-conducteurs
Cet article recense des matériaux semi-conducteurs.

## Généralités
Les matériaux semi-conducteurs sont des isolants au zéro absolu qui conduisent l'électricité de façon limitée à température ambiante. Parmi leurs caractéristiques principales, ils peuvent être dopés grâce à des impuretés pour altérer leurs propriétés électriques.
Les semi-conducteurs sont classés selon leur composition chimique. Il existe des semi-conducteurs élémentaires tels que le silicium (Si), le germanium (Ge) et l'étain gris (α-Sn), qui appartiennent tous au groupe 14 du tableau périodique (autrefois appelé groupe IVB et désigné ici comme groupe IV). Il existe également des semi-conducteurs composites, binaires, ternaires, quaternaires, voire quinaires, respectivement constitués de deux, trois, quatre ou cinq espèces chimiques différentes. Ces éléments peuvent être du groupe IV, comme dans le cas carbure de silicium, mais il est plus courant qu'il s'agisse d'éléments d'autres groupes, les plus courants étant les semi-conducteurs III-V, constitués d'éléments du groupe III (groupe 13) (aluminium, gallium, indium, etc.) et d'éléments du groupe V (groupe 15) (azote, phosphore, arsenic, antimoine, etc.).

## Semi-conducteurs par groupe

### Groupe IV
Les éléments du groupe IV sont exceptionnels dans le tableau périodique en ce sens que la couche extérieure des atomes individuels est exactement à moitié remplie. Par un échange de quatre électrons de la couche extérieure avec un autre atome de Si, une structure cristalline tridimensionnelle sans direction préférentielle peut être réalisée. On peut aussi combiner deux différents éléments semi-conducteurs IV pour obtenir un matériau composé tel que le SiC (carbure de silicium). SiC est un matériau proche de la ligne frontière entre les semi-conducteurs et les isolants avec une constante de réseau de 0,436 nm et un écart d'énergie de 3,0 eV (413 nm).
Les semi-conducteurs suivants sont situés dans le groupe 14 du tableau périodique :
- Semi-conducteurs élémentaires :
  - Diamant (C)
  - Silicium (Si)
  - Germanium (Ge)

- Semi-conducteurs composites :
  - Carbure de silicium (SiC)
  - Silicium-germanium (SiGe)

### Groupe III-V
Un semi-conducteur III-V est un semi-conducteur composite fabriqué à partir d'un ou plusieurs éléments de la colonne III du tableau périodique des éléments (bore, aluminium, gallium, indium, etc.), et d'un ou plusieurs éléments de la colonne V ou pnictogènes (azote, phosphore, arsenic, antimoine, etc.). Les semi-conducteurs III-V présentent un grand intérêt en raison de leurs propriétés :
- ils sont robustes ;
- ils possèdent une conductivité thermique élevée ;
- leur point de fusion est élevé ;
- ils ont une bande interdite directe.

Ces matériaux sont principalement utilisés en microélectronique pour des circuits intégrés, dans les cellules photovoltaïques et dans les dispositifs optoélectroniques tels que les diodes électroluminescentes (DEL ou LED en anglais).
- Alliages binaires :
  - Nitrure de bore (BN)
  - Nitrure d'aluminium (AlN)
  - Nitrure de gallium (GaN)
  - Nitrure d'indium (InN)
  - Phosphure de bore (BP)
  - Phosphure d'aluminium (AlP)
  - Phosphure de gallium (GaP)
  - Phosphure d'indium (InP)
  - Arséniure de bore (BAs)
  - Arséniure d'aluminium (AlAs)
  - Arséniure de gallium (GaAs)
  - Arséniure d'indium (InAs)
  - Antimoniure d'aluminium (AlSb)
  - Antimoniure de gallium (GaSb)
  - Antimoniure d'indium (InSb)

- Alliages ternaires :
  - Nitrure d'aluminium-gallium (AlGaN)
  - Nitrure de gallium-indium (InGaN)
  - Phosphure d'aluminium-gallium (AlGaP)
  - Phosphure de gallium-indium (InGaP)
  - Arséniure d'aluminium-gallium (AlGaAs, AlxGa1-xAs)
  - Arséniure d'aluminium-indium (AlInAs, AlxIn1-xAs)
  - Arséniure de gallium-indium (InGaAs, InxGa1-xAs)
  - Arsénio-nitrure de gallium (GaAsN)
  - Phospho-arséniure de gallium (GaAsP)
  - Arsénio-antimoniure de gallium (InAsGa)
  - Arsénio-antimoniure d'indium (InAsSb)
  - Antimoniure d'aluminium-gallium (AlGaSb)
  - Antimoniure d'aluminium-indium (AlInSb)
  - Antimoniure de gallium-indium (InGaSb)

- Alliages quaternaires :
  - Phosphure d'aluminium-gallium-indium (AlGaInP, ou InAlGaP, InGaAlP, AlInGaP)
  - Arsénio-phosphure d'aluminium-gallium (AlGaAsP)
  - Arsénio-phosphure de gallium-indium (InGaAsP)
  - Arsénio-phosphure d'aluminium-indium (AlInAsP)
  - Arsénio-nitrure d'aluminium-gallium (AlGaAsN)
  - Arséno-nitrure de gallium-indium (InGaAsN)
  - Arsénio-nitrure d'aluminium-indium (InAlAsN)
  - Arsénio-antimonio-nitrure de gallium (GaAsSbN)

- Alliages quinaires :
  - Arsénio-antimonio-nitrure de gallium-indium (GaInNAsSb)
  - Arsénio-antimonio-phosphure de gallium-indium (GaInAsSbP)

### Groupe II-VI
Les semi-conducteurs suivants sont des alliages d'éléments appartenant au groupe 12 et au groupe des chalcogènes :
- Alliages binaires :
  - Sulfure de cadmium (CdS)
  - Séléniure de cadmium (CdSe)
  - Tellurure de cadmium (CdTe)
  - Sulfure de mercure (HgS)
  - Séléniure de mercure (HgSe)
  - Tellurure de mercure (HgTe)
  - Oxyde de zinc (ZnO)
  - Sulfure de zinc (ZnS)
  - Séléniure de zinc (ZnSe)
  - Tellurure de zinc (ZnTe)

- Alliages ternaires :
  - Tellurure de cadmium-zinc (CdZnTe, CZT)
  - Tellurure de mercure-cadmium (HgCdTe, MCT)
  - Tellurure de mercure-zinc (HgZnTe, MZT)
  - Séléniure de mercure-zinc (HgZnSe)

### Groupe I-VII
Les semi-conducteurs suivants sont des alliages d'éléments appartenant au groupe 11 et au groupe des halogènes :
- Chlorure de cuivre(I) (CuCl)

### Groupe IV-VI
Les semi-conducteurs suivants sont des alliages d'éléments appartenant au groupe 14 et au groupe des chalcogènes :
- Alliages binaires :
  - Sulfure d'étain(II) (SnS)
  - Séléniure d'étain (SnSe)
  - Tellurure d'étain (SnTe)
  - Sulfure de plomb(II) (PbS)
  - Séléniure de plomb (PbSe)
  - Tellurure de plomb (PbTe)

- Alliages ternaires :
  - Tellurure de plomb-étain (PbSnTe)
  - Tellurure d'étain-thallium (Tl2SnTe5)
  - Tellurure de germanium-thallium (Tl2GeTe5)

### Groupe II-V
Les semi-conducteurs suivants sont des alliages d'éléments appartenant au groupe 12 et aux pnictogènes :
- Phosphure de cadmium (Cd3P2)
- Arséniure de cadmium (Cd3As2)
- Antimoniure de cadmium (Cd3Sb2)
- Phosphure de zinc (Zn3P2)
- Arséniure de zinc (Zn3As2)
- Antimoniure de zinc (Zn3Sb2)

### Groupe V-VI
Les semi-conducteurs suivants sont des alliages d'éléments appartenant aux pnictogènes et aux chalcogènes :
- Sulfure de bismuth(III) (Bi2S3)
- Séléniure de bismuth (Bi2Se3)
- Tellurure de bismuth(III) (Bi2Te3)

### Semi-conducteurs en couches
- Iodure de plomb(II) (PbI2)
- Disulfure de molybdène (MoS2)
- Séléniure de gallium(II) (GaSe)
- Sulfure d'étain(II) (SnS)

### Divers
- Séléniure de cuivre-indium (CIS)
- Séléniure de cuivre-gallium (CIG)
- Séléniure de cuivre-indium-gallium (CIGS)
- Siliciure de platine (PtSi)
- Iodure de bismuth(III) (BiI3)
- Iodure de mercure(II) (HgI2)
- Bromure de thallium(I) (TlBr)

- Oxydes divers :
  - Dioxyde de titane (TiO2)
  - Oxyde de cuivre(I) (Cu2O)
  - Oxyde de cuivre(II) (CuO)
  - Dioxyde d'uranium (UO2)
  - Trioxyde d'uranium (UO3)

- Semi-conducteurs organiques
- Semi-conducteurs magnétiques